# Aoiz - Agoitz
Aoiz - Agoitz là một đô thị trong tỉnh và cộng đồng tự trị Navarre, Tây Ban Nha. Đô thị này có diện tích là 13,13 ki-lô-mét vuông, dân số năm 2007 là 2242 người.
Đô thị nằm ở độ cao 504 m trên mực nước biển.

## Biến động dân số
| Biến động dân số                                   | Biến động dân số | Biến động dân số | Biến động dân số | Biến động dân số | Biến động dân số | Biến động dân số | Biến động dân số | Biến động dân số | Biến động dân số | Biến động dân số |
| 1996                                               | 1998             | 1999             | 2000             | 2001             | 2002             | 2003             | 2004             | 2005             | 2006             | 2007             |
| -------------------------------------------------- | ---------------- | ---------------- | ---------------- | ---------------- | ---------------- | ---------------- | ---------------- | ---------------- | ---------------- | ---------------- |
| 1 848                                              | 1 861            | 1 838            | 1 842            | 1 862            | 1 892            | 2 001            | 2 099            | 2 109            | 2 175            | 2 242            |
| nguồn: Aoiz et instituto de estadística de navarra |                  |                  |                  |                  |                  |                  |                  |                  |                  |                  |